# 陳耀宗 (臺灣)
陳耀宗（1894年—1923年1月9日），臺灣桃園人，臺灣日治時期新竹州桃園郡大園庄首任庄長。

## 生平
陳耀宗出生於清光緒二十年（1894年）的竹北二堡沙崙庄（今桃園市大園區沙崙里），後於日大正四年（1915年）3月畢業於臺灣總督府國語學校師範部乙科。畢業之後，陳耀宗在大園公學校（今桃園市大園區大園國民小學）任教，約5年6個月的時間。
大正九年（1920年）10月，出任大園庄首任庄長。後在大正十二年（1923年）1月9日，因肝病而去世。